# 読売新聞の宮崎勤事件に関する捏造事件
読売新聞の宮崎勤事件に関する捏造事件（よみうりしんぶんのみやざきつとむじけんにかんするねつぞうじけん）は、1989年に起きた読売新聞の誤報・記事捏造事件である。

## 概要
1989年8月17日、読売新聞は夕刊一面トップで、東京・埼玉連続幼女誘拐殺人事件（宮崎勤事件）の容疑者である宮﨑勤の潜伏するアジトを発見したと報道した。記事ではアジトの詳細な様子が語られており、「奥多摩山中・小峰峠近くで発見」「自宅から南東へ約1.5キロ」「宮崎家の使用人だった男性が住んでいた小屋」「警察が多数の有力物証を押収」「遺体放置場所もこのアジト内」「遺体観察にかよう」「宮崎供述の矛盾、疑問点がことごとく解明」などと続き、アジトのある山小屋付近の地図まで掲載されていた。
しかし、警察の捜査本部は即座に全面否定するなど、当初からその真偽について疑問が呈され、ほどなく報道内容が全くの誤りであることが判明。翌日には虚偽の内容を掲載したことに関する「おわび」を出したものの、記事が掲載された経緯について釈明する検証記事の発表まで2か月を要し、その内容も「激しい取材競争の中で一線記者が冷静さを失い、断片的な情報を総合する段階で、強い思い込みから不確かな『事実』を間違いのない『事実』と信じ込んだ（同年10月15日付朝刊）」といった抽象的なものであった。

## 事件の影響
読売新聞の「宮崎のアジト発見」の虚偽報道は、朝日新聞の珊瑚損傷記事捏造（同年4月20日）や毎日新聞のグリコ・森永事件の犯人取り調べ記事捏造（同年6月1日）と並ぶ一大スキャンダルであったが、朝日新聞の珊瑚事件の影に隠れてほとんど話題にされなかった。さらに、読売新聞は処分の内容も、記事を書いた記者の名前も明らかにしなかったため、この事件の全容は未だ判明していない。
なお、この件は雫井脩介著『犯人に告ぐ』で描かれる一つのエピソードにおいて、スパイス的に用いられている。